# Loi du χ
En théorie des probabilités et en statistique, la loi du {\displaystyle \chi } (prononcer « khi ») est une loi de probabilité continue. C'est la loi de la moyenne quadratique de k variables aléatoires indépendantes de loi normale centrée réduite, le paramètre k est le nombre de degrés de liberté. L'exemple le plus courant est la loi de Maxwell, pour k=3 degrés de liberté d'une loi du {\displaystyle \chi } ; elle modélise la vitesse moléculaire (normalisée).
Si {\displaystyle X_{i}} sont k variables aléatoires indépendantes de loi normale avec pour moyenne {\displaystyle \mu _{i}} et écart-type {\displaystyle \sigma _{i}}, alors la variable
{\displaystyle Y={\sqrt {\sum _{i=1}^{k}\left({\frac {X_{i}-\mu _{i}}{\sigma _{i}}}\right)^{2}}}}
est de loi du {\displaystyle \chi }.

## Caractérisations

### Densité de probabilité
La densité de probabilité de la loi du {\displaystyle \chi } est :
{\displaystyle f(x;k)={\begin{cases}\displaystyle {\frac {2^{1-{\frac {k}{2}}}x^{k-1}e^{-{\frac {x^{2}}{2}}}}{\Gamma ({\frac {k}{2}})}}&{\text{ pour }}x>0\\0&{\text{ sinon}}\end{cases}}}
où {\displaystyle \Gamma (z)} est la fonction gamma.

### Fonction de répartition
La fonction de répartition de la loi du {\displaystyle \chi } est :
{\displaystyle F(x;k)={\begin{cases}\displaystyle P\left({\frac {k}{2}},{\frac {x^{2}}{2}}\right)&{\text{ pour }}x>0\\0&{\text{ sinon}}\end{cases}}}
où {\displaystyle P(k,x)} est la fonction gamma incomplète (régularisée).

### Fonctions génératrices

#### Fonction génératrice des moments
La fonction génératrice des moments est donnée par :
{\displaystyle M(t)=M\left({\frac {k}{2}},{\frac {1}{2}},{\frac {t^{2}}{2}}\right)+t{\sqrt {2}}\,{\frac {\Gamma ({\tfrac {k+1}{2}})}{\Gamma ({\tfrac {k}{2}})}}M\left({\frac {k+1}{2}},{\frac {3}{2}},{\frac {t^{2}}{2}}\right).}
où M est la fonction hypergéométrique confluente de Kummer.

#### Fonction caractéristique
La fonction caractéristique est donnée par :
{\displaystyle \varphi (t;k)=M\left({\frac {k}{2}},{\frac {1}{2}},{\frac {-t^{2}}{2}}\right)+it{\sqrt {2}}\,{\frac {\Gamma ({\tfrac {k+1}{2}})}{\Gamma ({\tfrac {k}{2}})}}M\left({\frac {k+1}{2}},{\frac {3}{2}},{\frac {-t^{2}}{2}}\right).}
où M est encore la fonction hypergéométrique confluente de Kummer.

## Propriétés

### Moments
Les moments de la loi du {\displaystyle \chi } sont donnés par :
{\displaystyle \mu _{j}=2^{j/2}{\frac {\Gamma ({\tfrac {k+j}{2}})}{\Gamma ({\tfrac {k}{2}})}}}
où {\displaystyle \Gamma (z)} est la fonction gamma. Les premiers moments sont :
{\displaystyle \mu _{1}={\sqrt {2}}\,\,{\frac {\Gamma ({\tfrac {k+1}{2}})}{\Gamma ({\tfrac {k}{2}})}}}
{\displaystyle \mu _{2}=k\,}
{\displaystyle \mu _{3}=2{\sqrt {2}}\,\,{\frac {\Gamma ({\tfrac {k+3}{2}})}{\Gamma ({\tfrac {k}{2}})}}=(k+1)\mu _{1}}
{\displaystyle \mu _{4}=k(k+2)\,}
{\displaystyle \mu _{5}=4{\sqrt {2}}\,\,{\frac {\Gamma ({\tfrac {k+5}{2}})}{\Gamma ({\tfrac {k}{2}})}}=(k+1)(k+3)\mu _{1}}
{\displaystyle \mu _{6}=k(k+2)(k+4)\,}
où les expressions sont issues de la relation de récurrence de la fonction gamma :
{\displaystyle \Gamma (x+1)=x\Gamma (x)\,}
à partir de ces expressions, on peut établir les relations suivantes pour l'espérance, la variance, l'asymétrie et enfin le kurtosis :
{\displaystyle \mu ={\sqrt {2}}\,{\frac {\Gamma ({\tfrac {k+1}{2}})}{\Gamma ({\tfrac {k}{2}})}}}
{\displaystyle \sigma ^{2}=k-\mu ^{2}\,}
{\displaystyle \gamma _{1}={\frac {\mu }{\sigma ^{3}}}\,(1-2\sigma ^{2})}
{\displaystyle \gamma _{2}={\frac {2}{\sigma ^{2}}}(1-\mu \sigma \gamma _{1}-\sigma ^{2})}

### Entropie
L'entropie est donnée par :
{\displaystyle S=\ln \left(\Gamma \left({\frac {k}{2}}\right)\right)+{\frac {1}{2}}\left(k-\ln(2)-(k-1)\psi _{0}\left({\frac {k}{2}}\right)\right)}
où {\displaystyle \psi _{0}(z)} est la fonction polygamma.

## Liens avec d'autres lois
- Si {\displaystyle X\sim \chi _{k}(x)} alors {\displaystyle X^{2}\sim \chi _{k}^{2}}, (loi du χ²)
- {\displaystyle \lim _{k\to \infty }{\tfrac {\chi _{k}(x)-\mu _{k}}{\sigma _{k}}}{\xrightarrow {d}}\ N(0,1)\,}, (loi normale)
- Si {\displaystyle X\sim \chi _{1}(x)\,} alors {\displaystyle \sigma X\sim HN(\sigma )\,}, (loi demi-normale) pour tout {\displaystyle \sigma >0\,}
- {\displaystyle \chi _{2}(x)\sim \mathrm {Rayleigh} (1)\,}, (loi de Rayleigh)
- {\displaystyle \chi _{3}(x)\sim \mathrm {Maxwell} (1)\,}, (loi de Maxwell)
- {\displaystyle \|{\boldsymbol {N}}_{i=1,\ldots ,k}{(0,1)}\|\sim \chi _{k}(x)}, (la norme de n variables de loi normale est de loi du {\displaystyle \chi }à k degrés de liberté.)
- la loi du {\displaystyle \chi } est un cas particulier de la loi Gamma généralisée.

| Lois                  | en fonction de variables de loi normale                                                         |
| --------------------- | ----------------------------------------------------------------------------------------------- |
| loi du χ²             | {\displaystyle \sum _{i=1}^{k}\left({\frac {X_{i}-\mu _{i}}{\sigma _{i}}}\right)^{2}}           |
| loi du χ² non centrée | {\displaystyle \sum _{i=1}^{k}\left({\frac {X_{i}}{\sigma _{i}}}\right)^{2}}                    |
| loi du χ              | {\displaystyle {\sqrt {\sum _{i=1}^{k}\left({\frac {X_{i}-\mu _{i}}{\sigma _{i}}}\right)^{2}}}} |
| loi du χ non centrée  | {\displaystyle {\sqrt {\sum _{i=1}^{k}\left({\frac {X_{i}}{\sigma _{i}}}\right)^{2}}}}          |